# Today We Are All Demons
Today We Are All Demons is de opvolger van het album What The Fuck Is Wrong With You People? en het vierde studioalbum, van de EBM formatie Combichrist. Er is zowel een versie met één als met twee cds.

## Track listing
1. "No Afterparty" - 0:45
2. "All Pain is Gone" - 4:57
3. "Kickstart the Fight" (featuring Gen van de Genitorturers) - 5:02
4. "I Want Your Blood" - 5:13
5. "Can't Change The Beat" - 4:26
6. "Sent To Destroy" - 4:37
7. "Spit" - 4:28
8. "New Form Of Silence" - 3:52
9. "Scarred" - 4:26
10. "The Kill V2" - 5:19
11. "Get Out Of My Head" - 4:26
12. "Today We Are All Demons" - 5:02
13. "At The End Of It All" - 4:35

## Track listing Dark Side CD
1. "Tranquilized" - 5:12
2. "Avenge" - 4:31
3. "Carnival Of Terror" - 4:58
4. "Till Death Do Us Party" - 4:24
5. "Machine Love" - 7:21
6. "427 FE" - 8:41
7. "Caliber:Death" - 5:06
8. "Gore Baby, Gore" - 16:39